# Siaka Bamba
Siaka Bamba (Abidjan, 24 agosto 1989) è un calciatore ivoriano, centrocampista dell'União de Tomar.

## Carriera

### Club
Nella stagione 2011-2012 realizza 2 reti in 17 presenze nella prima divisione con la Feirense; l'anno seguente disputa ulteriori 8 partite nella medesima categoria con la maglia del Vitória Guimarães, con cui vince inoltre la Coppa del Portogallo. Nella stagione 2014-2015 disputa 14 partite nella prima divisione cipriota con il Nea Salamis; a fine stagione fa ritorno in Portogallo, dove gioca in vari club di seconda e terza divisione.

### Nazionale
Ha giocato nella nazionale ivoriana Under-17.

## Palmarès

### Club

#### Competizioni nazionali
- Coppa del Portogallo: 1

Vitória Guimarães: 2012-2013